# Ferídún

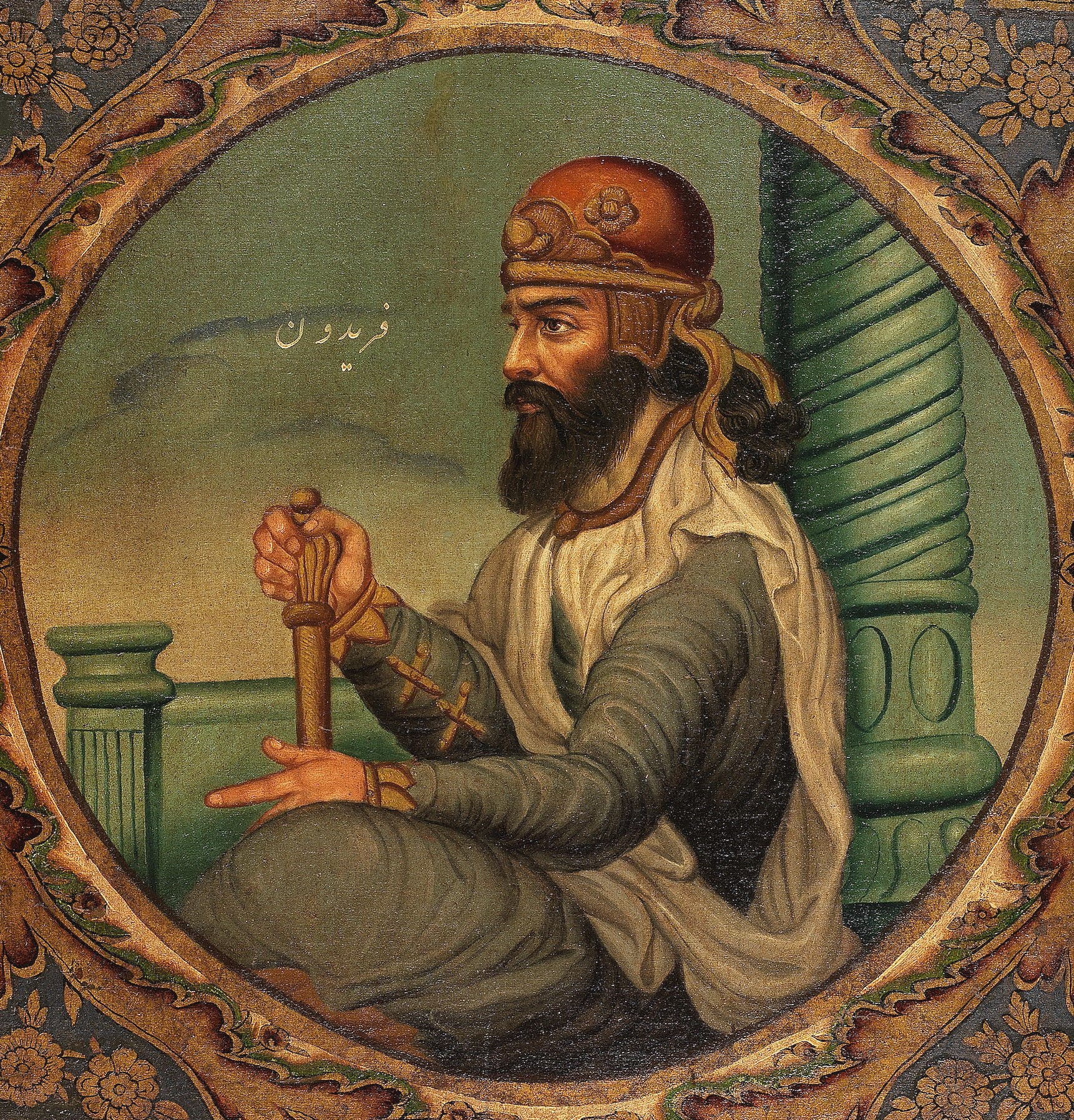
Ferídún na malbě Hadží Agha Jana, Persie, počátek 19. století

Ferídún, avestánsky Thraétaona je mytický perský král, sedmý z dynastie Pišdadovců, známý především z eposu Šáhnáme z 11. století. Thraétona, syn Áthvji, je podle Avesty válečníkem a léčitelem který porazil Aži Dáhaku. Poté král Jima v důsledku svého hříchu přišel o svoji chvarenu tak Thraétona získal jednu její část, zatímco Mithra a Keresáspa ty zbývající. V sasánovských textech je pod jménem Frétón ochráncem zemědělců.

## Šáhnáme
V perském eposu Šáhnáme z počátku 11. století je Thraétaona pod jménem Ferídún přemožitelem Zóhaka, tedy avestánského Aži Daháky. Zóhak je v tomto díle nástupcem krále Džamšída a jeho tisíciletá vláda je popisována jako krutá a bezbožná, který ve snu spatří vlastní smrt: je svázaný hozen do studně mladíkem vysokým jako cypřiš ozbrojeným palcátem ve tvaru býčí hlavy. Jeden z kněží mu poté platnost snu potvrdil a sdělil jméno svého přemožitele: Ferídún. Ten byl synem Ábtína, potomka Džamšída, a Farának, a poté co byl jeho otec zavražděn Zóhakem schovával se svou matkou na hoře Alborz. V šestnácti letech byl navštíven kovářem Kávem, vůdcem vzpoury proti Zóhakovi. Ferídún si poté nechal ukovat palcát připomínající býčí hlavu a vydal se na pochod na jehož konci Zóhaka porazil. Poté jej přikoval na horu Damávand.
Ferídunova vláda trvala sto let a hrdina zplodil tři syny, Salma a Túra s Džamšídovou dcerou Šahrnáz, nejmladšího Íradže s Arnavaz, druhou dcerou Džamšída. Íradž, ač nejmladší, byl nejmoudřejším a nejstatečnějším a otec mu tak přidělil vládu na Íránem, Salm zdědil Rúm, tedy Byzantskou/Římskou říši, a Túr Túrán. Starší bratři se nakonec proti Íradžovi spikli a zavraždili ho, což byl počátek neustálých konfliktů mezi Íránem a Túránem, což je období kterým se zabývá velká část Šáhnáme.

## Hypotézy
Thraétaona je synem Áthvji, jež byl druhým člověkem co lisoval haomu, a je tak titulován Áthvjáni „z rodu Áthvjova“. To jej spojuje s védským bohem Tritou Áptjou „Třetím z rodu Vod“, který je taktéž drakobijcem. Kromě toho se však v Avestě objevuje Thrita, třetí člověk co lisoval haomu a otec Keresáspy, kterého s Thraétaonou spojuje lékařské umění. Podle Jaana Puhvela byli Thraétaona, Áthvja a Thrita původně jednou postavou s jménem Thritha Áptja. Bruce Lincoln nabízí výklad jména Thraétaona jako patronyma z jména Thritha, zatímco Mary Boyce že Thraétaona a Thritha byli bratři, ale poté co první zastínil druhého získal kromě své původní válečnické funkce i funkci léčitelskou.
Thraétaona je taktéž označován jako verethraja „ten jenž porazil odpor“, což je titul užívaný i pro různá božstva, který navíc odpovídá sanskrtskému Vrtrahán. Podle Jaana Puhvela Thraétaonovo získání třetiny chvareny znamená v duchu trojfunkční hypotézy jeho spojení s třetí, zemědělskou, funkcí, zatímco Mithra je spojen s funkcí první a Keresáspa s druhou.